# 畢孝
畢孝（1446年—？），字宗仁，河南河南衛軍籍，山東單縣人，明朝政治人物。進士出身。

## 生平
早年出身國子生，后中成化十年（1474年）甲午科河南鄉試第四十七名。成化十四年（1478年）戊戌科會試第□百七十六，殿試登進士第二甲第二十六名。授户部主事，歷升员外郎、郎中，弘治十一年（1498年）正月升山西布政司右參政，十六年十月升湖廣右布政使，十八年八月以老疾乞致仕。

## 家族
曾祖父畢山，贈應天府尹。祖父畢榮，贈應天府尹。父亲畢亨，曾任右副都御史。母汪氏，封孺人。具庆下。娶戴氏。